# Marguerite Gonon
Pour les articles homonymes, voir Gonon.
Marguerite Gonon, née à Saint-Étienne le 27 mai 1914, est une résistante, historienne et chercheuse du CNRS. Elle est morte le 15 mai 1996 à Feurs.

## Biographie
Son père, Joanny Gonon, est  instituteur, est Issu d'une famille de chapeliers de Chazelles-sur-Lyon (Loire), sa mère,  Marguerite Péronne, vient elle d'une famille de meuniers et cultivateurs à Poncins (Loire). Marguerite passe les premières années de son enfance à Poncins, où elle a ses premiers contacts avec le patois forézien.
Elle étudie ensuite à l'école primaire supérieure de Saint-Chamond, son père étant alors directeur d'école à Izieux. Elle passe ensuite le concours d'entrée à l'École Normale de filles de Saint-Étienne, où elle étudiera de 1930 à 1933.
Elle est ensuite institutrice à Arthun, dans la plaine du Forez, puis, ayant rencontré le comte de Neufbourg, ce dernier la fait entrer à La Diana (société historique et archéologique du Forez) en 1938, intégrant l'équipe responsable de l'étude et de la publication des Chartes du Forez.
Lors de la Seconde Guerre mondiale, son frère, sergent-chef au 99e R.I.A., est tué, le 7 juin 1940, à Sermoise (Aisne). Dès 1940, elle entre dans la Résistance, avec le comte de Neufbourg et Georges Guichard, elle intègre les réseaux de résistance actifs dans le secteur de Feurs, dans le centre de la plaine du Forez. Elle organise, avec l'aide d'Yvon Morandat, une filière d'évasion pour des officiers de la France Libre et des officiers alliés emprisonnés à Saint-Étienne puis à Gannat. Elle participe à diverses actions militaires. Elle devient responsable de l'Armée secrète dans le secteur.
En 1945, après avoir déjà publié plusieurs recherches, elle entre au C.N.R.S. et intègre l'équipe de l'Institut d'Histoire et de Recherche des Textes (I.H.R.T). En 1952, elle reçoit le prix Saintour pour ses travaux historiques puis, en 1957, présente sa thèse « Institutions et société en Forez d'après les testaments » à l'université de Strasbourg.
Médiéviste reconnue (en particulier pour sa région natale du Forez), elle participe à un documentaire réalisé par Jean-Michel Barjol où elle raconte avec passion le quotidien des habitants du Forez au Moyen Âge. Elle est à l'origine de la création du Centre d'Etudes Foréziennes, de l'Université pour tous, de l'association Mémoire Forézienne, de la L.I.G.E.R. (Fédération des sociétés savantes de la Loire) et  du Festival d'histoire de Montbrison.

### Résistance
Engagée dès juin 1940 dans la résistance à Feurs, elle cache des armes qui serviront par la suite dans la résistance. Sous le nom de guerre de "Christine" elle devient une des responsables de l'armée secrète dans son secteur, Feurs et ses environs. Après guerre, elle est au cœur de nombreux films et documentaires sur la Résistance et le Forez.
En 2008, son passé de résistante est l'objet d'une vidéo de Jean-Michel Barjol, "Une femme résistante".

## Publications
- Antonin Duraffour et Marguerite Gonon, Lexique patois-français du parler de Vaux-en-Bugey : Ain, 1919-1940, Duraffour, Institut de phonétique, 1942, 115 p. (présentation en ligne)
- Marguerite Gonon, Contes foréziens (lous contes de la Mouniri), coll. « Bulletin de la Diana, tome XXVII » (no 1), 1939, 130 p.
- Marguerite Gonon, Les noms de personnes à Montbrison en 1789, d'après le rôle des tailles, coll. « Bulletin de la Diana, tome XXVII » (no 4), 1939-1941, p. 23-30
- Marguerite Gonon, Lexique du parler de Poncins, Librairie C. Klincksieck, 1947, 340 p.
- Fondation Georges-Guichard - Association des Chartes du Forez et Marguerite Gonon, Testaments foréziens, 1305-1316 (no CX), 1951, 476 p.
- Marguerite Gonon, Le cadre de vie en Forez au Moyen Age d'après les testaments foréziens, 1305-1315 : La maison, coll. « Bulletin de la Diana, tome XXXII » (no 3), 1953, 4 p.
- Marguerite Gonon, Le cadre de vie en Forez au Moyen Age d'après les testaments foréziens, 1305-1315 : Le mobilier, coll. « Bulletin de la Diana, tome XXXII » (no 4), 1954, 4 p.
- Marguerite Gonon, Le cadre de vie en Forez au Moyen Age d'après les testaments foréziens, 1305-1315 : Le vêtement, coll. « Bulletin de la Diana, tome XXXII » (no 5), 1954, 4 p.
- Marguerite Gonon et Georges Guichard, le comte de Neufbourg et J. E. Dufour, Chartes du Forez antérieures au XIVe siècle : tomes XIII (1954, 455 p.), XIV (1955, 400 p.), XV (1957, 213 p.), XVI (1962, 233 p.), XVII (1962, 525 p.), XX Tables, vol. 4 (1970, 488 p.), XXI (1973, 469 p.), XXII (1975, 432 p.) XXIII (1978, 416 p.) XXIV (1980, 160 p.)., Protat Frères, 1954-1980
- Marguerite Gonon, La vie religieuse en Forez au XIVe siècle et son vocabulaire d'après les testaments : tome 30, fascicules 2 et 3, p. 232-283, Bruxelles, coll. « Archivum Latinitates Medii Aevi », 1960
- Marguerite Gonon, Les institutions et la société en Forez au XIVe siècle d'après les testaments, Klincksieck, 1961, 232 p.

- Prix Gobert de l’Académie des inscriptions et belles-lettres
- Marguerite Gonon, La vie familiale en Forez au XIVe siècle et son vocabulaire d'après les testaments, Les Belles Lettres, 1961, 275 p.
- Marguerite Gonon, Table des testateurs foréziens (1314-1469), Protat Frères, 1965, 162 p.
- Marguerite Gonon, Glossaire forezien du XVe d'après les testaments, Lyon, Institut de Linguistique Romane, coll. « Documents et mémoires, tomes 28-29 », 1965
- Marguerite Gonon, La vie quotidienne en Lyonnais d'après les testaments, XIVe – XVIe siècle, Paris, Les Belles Lettres, 1968-1969, 578 p.
- Marguerite Gonon, La langue vulgaire écrite des testaments foréziens : Publications de l'Institut de Linguistique Romane de Lyon, volume 26, Paris, Les Belles Lettres, 1973, 292 p.
- Marguerite Gonon, Documents linguistiques du Forez 1260-1498 : Documents linguistiques de la France (série franco-provençale) - Institut de Linguistique Romane de Lyon, Paris, Éditions du C.N.R.S., 1974, 440 p.
- Marguerite Gonon, Coutumes de mariage en Forez, textes rassemblés par Marguerite Gonon, Saint-Étienne, Centre d'Études Foréziennes, 1979, 100 p.

Une bibliographie complète a été préparée par Claude Latta, « Marguerite Gonon : bibliographie » et publiée par Village de Forez-Opus, 1997 

## Distinctions
- Chevalier de la Légion d'honneur
- Médaille de la Résistance française